# 1936年ベルリンオリンピックの日本選手団
1936年ベルリンオリンピックの日本選手団（1936ねんベルリンオリンピックのにほんせんしゅだん）は、1936年にドイツ・ベルリンで行われた1936年ベルリンオリンピックの日本選手団。なお、ここでは台湾・朝鮮出身者も掲載される。選手名及び所属は1936年当時のもの。

## メダル獲得者

### 金メダル
- 田島直人（陸上競技男子三段跳）
- 孫基禎（陸上競技男子マラソン）
- 日本（遊佐正憲、杉浦重雄、田口正治、新井茂雄)(競泳男子4×200mリレー）
- 前畑秀子（競泳女子200m平泳ぎ）
- 葉室鐵夫（競泳男子200m平泳ぎ）
- 寺田登（競泳男子1500m自由形）

### 銀メダル
- 原田正夫（陸上競技男子三段跳）
- 西田修平（陸上競技男子棒高跳）
- 遊佐正憲（競泳男子100m自由形）
- 鵜藤俊平（競泳男子400m自由形）

### 銅メダル
- 田島直人（陸上競技男子走幅跳）
- 大江季雄（陸上競技男子棒高跳）
- 南昇竜（陸上競技男子マラソン）
- 新井茂雄（競泳男子100m自由形）
- 牧野正蔵（競泳男子400m自由形）
- 鵜藤俊平（競泳男子1500m自由形）
- 清川正二（競泳男子100m背泳ぎ）
- 小池禮三（競泳男子200m平泳ぎ）
- 藤田隆治（芸術競技絵画）
- 鈴木朱雀（芸術競技水彩）

## 陸上競技

### 役員
渋谷寿光、古田島忠作、青井節郎、森田俊彦、住吉耕作、高野重幾、縄田尚門
加賀一郎、福井行雄、佐藤秀三郎、沖田芳夫、松本興

### 男子
- 阿部功（鉄道省）ハンマー投：13位（49.01）
- 安達清（早大）棒高跳：6位（4.00）
- 塩飽玉男（坂出青年）マラソン：途中棄権
- 吉岡隆徳（大塚陸倶）100m：2次予選落ち（10秒8）
- 窪田博芳（早大）400m：1次予選落ち（50秒8）
- 原田正夫（日立製作）三段跳：銀メダル（15.66）走幅跳：予選で失格
- 古田康治（八幡製鉄）110mハードル：予選落ち（記録なし）
- 戸上研之（関大）走幅跳：予選落ち（6.18）
- 高田静雄（広島陸倶）砲丸投：予選落ち（記録なし）
- 今井慶二（慶大）400m：1次予選落ち（51秒0）
- 今井哲夫（慶大）3000m障害：予選落ち（記録なし）
- 佐々木吉蔵（茗友倶）100m：2次予選落ち（10秒8）
- 市原正雄（立命大）400mハードル：予選落ち（54秒7）
- 松野栄一郎（京大）ハンマー投：予選落ち（45.99）
- 植野登（早大）やり投：予選で落選
- 清水孝太郎（早大）110mハードル：予選落ち（15秒6）
- 西田修平（日立製作）棒高跳：銀メダル（4.25）
- 青地球磨男（立大）800m：予選落ち（1分56秒8）
- 相原豊次（中大）400m：1次予選落ち（50秒2）
- 孫基禎（養正高普）マラソン：金メダル（2時間29分19秒2）
- 村社講平（中大）10000m：4位（30分25秒0）5000m：4位（14分30秒）
- 村上正（早大）110mハードル：準決勝落選（15秒）
- 大江季雄（慶大）棒高跳：銅メダル（4.25）
- 大島鎌吉（大阪毎日）三段跳：6位（15.07）
- 谷口睦生（関大）200m：2次予選落ち(記録なし）
- 中村清（早大出）1500m：予選落ち（4分04秒8）
- 朝隈善郎（明大）走高跳：6位（1.94）
- 長尾三郎（関大出）やり投：予選欠場
- 田中弘（早大）走高跳：6位（1.94）
- 田中秀雄（中大）予選落ち　3000m障害（10分00秒4）5000m（記録なし）
- 田島直人（三井鉱山）三段跳：金メダル（16.00）走幅跳：銅メダル（7.74）
- 奈良岡良二（青森師出）50km競歩：19位（5時間07分15秒）
- 南昇竜（明大）マラソン：銅メダル（2時間31分42秒0）
- 富江利直（仙鉄）1500m：予選途中棄権　800m：予選落ち（1分59秒8）
- 福田時雄（関大）400mハードル：予選落ち（56秒8）
- 矢沢正雄（専大）200m：1次予選落ち（記録なし）
- 矢田喜美雄（早大）走高跳：5位（1.97）
- 鈴木聞多（慶大）100m：2次予選落ち（10秒7）
- 鈴木房重（日大）10000m[2]：記録なし

#### 4×400mリレー
- 相原豊次・市原正雄・窪田博芳・張星賢（満鉄）予選落ち（3分18秒4）
- 鈴木聞多・谷口睦生・矢沢正雄・吉岡隆徳　失格

### 女子

#### 入賞
円盤投
中村コウ（北海高女）4位（38.24）峰島秀（国府台女教）5位（37.35）児島フミ（中京高女）15位（33.66）
山本定子（中京女教）女子やり投：5位（41.45）

#### 予算落ち
西田順子（札幌女教）女子走高跳（1.40）

#### 記録なし
三井美代子（女子体専）80mハードル、小宮悦子（八幡高女出）100m

## 水泳
総監督：末弘厳太郎、監督秘書：奥野良、監督秘書：安部輝太郎
役員：根来幸成、会計：渡辺寛二郎
ヘッドコーチ：松沢一鶴、競泳コーチ：斎藤巍洋
水泳コーチ：松本隆重、女子競泳シャペロン：白山広子、女子競泳コーチ：松澤初穂
トレーナー：柳田亨、医師：岡本勁一、飛込コーチ：原秀夫

### 競泳
- 伊藤三郎（明大）男子200m平泳ぎ：5位（2分47秒6）
- 鵜藤俊平（立大）
  - 男子1500m自由形：銅メダル（19分34秒5）
  - 男子400m自由形：銀メダル（4分45秒6）
- 吉田喜一（早大）男子100m背泳ぎ：5位（1分09秒7）
- 根上博（立大出）男子400m自由形：5位（4分53秒6）
- 児島泰彦（慶大）男子100m背泳ぎ：6位（1分10秒4）
- 寺田登（慶大）男子1500m自由形：金メダル（19分13秒7）
- 小池礼三（慶大）男子200m平泳ぎ：銅メダル（2分44秒2）
- 新井茂雄（浜農出）男子100m自由形：銅メダル（58秒0）
- 清川正二（東商大）競泳主将男子100m背泳ぎ：銅メダル（1分08秒6）
- 石原田愿（明大）男子1500m自由形：4位（19分48秒5）
- 田口正治（立大）男子100m自由形：4位（58秒1）
- 牧野正蔵（早大）男子400m自由形：銅メダル（4分48秒1）
- 遊佐正憲（日大）男子100m自由形：銀メダル（57秒9）
- 葉室鐵夫（日大）男子200m平泳ぎ：金メダル（2分41秒5）
- 新井茂雄・杉浦重雄（見付中出）・田口正治・遊佐正憲
  - 男子4×200m自由形リレー：金メダル（8分51秒5）
- 宮崎康二（慶大）男子:出場せず
- 新間六柄（早大）男子：出場せず
- 鶴岡榮（立大）男子：出場せず
- 田中一男（早大）男子：出場せず
- 永見達明（早大）男子：出場せず
- 本田惣一郎（立大）男子：出場せず
- 明文一（小松商出）男子：出場せず
- 守岡初子（大阪）女子400m自由形：予選落ち（5分49秒1）
- 小島一枝（椙山女専）
  - 女子100m自由形：準決勝7位（1分11秒1）
  - 女子400m自由形：6位（5分43秒1）
- 前畑秀子（椙山高女勤務）女子競泳主将　200m平泳ぎ：金メダル（3分03秒6）
- 竹村令（京一女）女子100m自由形：予選落ち（1分14秒6）
- 壷井宇乃子（女子体専）女子200m平泳ぎ：予選落ち（3分18秒4）
- 古田つね子（中泉高女）女子100m自由形：予選落ち（1分14秒6）
- 小島一枝・竹村令・古田つね子・守岡初子
  - 女子4×100m自由形リレー：予選落ち（4分58秒1）
- 松村昶子（山口高女）女子：出場せず

### 飛込
- 柴原恒雄（日大）
  - 男子高飛込：6位（107.40）
  - 男子飛板飛込：4位（144.92）
- 小柳富男（早大）
  - 男子高飛込：8位（94.54）
  - 男子飛板飛込：8位（133.07）
- 大沢政代（精華高女出）
  - 女子高飛込：14位（28.10）
  - 女子飛板飛込：6位（73.94）
- 大沢礼子（精華高女出）
  - 女子高飛込：4位（32.53）
- 香野夫佐子（西宮高女出）
  - 女子高飛込：6位（30.24）
  - 女子飛板飛込：8位（70.27）

### 水球
- 片岡寅次郎（早大出）・勝久重隆（早大出）・阪上安太郎（早大出）・高木茂雄（早大出）・高橋三郎（慶大）・高橋善次郎（早大出）・田野耕晴（立大）・古荘次平（早大）・前田倍三（早大）・若山滝美（慶大）・和田幸一（慶大）
  - 男子：予選リーグ敗退

## 体操
役員：森悌次郎、本間茂雄
- 遠山喜一郎（東京高師出）
  - 男子あん馬：70位（14.833）
  - 男子つり輪：35位（17.000）
  - 男子個人総合：72位（92.699）
  - 男子跳馬：62位（15.833）
  - 男子鉄棒：85位（14.500）
  - 男子平行棒：61位（15.767）
  - 男子徒手：84位（14.766）
- 角田不二夫（麻布中出）
  - 男子あん馬：65位（15.400）
  - 男子つり輪：80位（14.300）
  - 男子個人総合：76位（91.299）
  - 男子跳馬：65位（15.600）
  - 男子鉄棒：53位（16.500）
  - 男子平行棒：77位（14.433）
  - 男子徒手：80位（15.066）
- 三宅芳夫（日体「日本体育会体操学校、後の日体大」出）
  - 男子あん馬：72位（14.600）
  - 男子つり輪：68位（15.400）
  - 男子個人総合：60位（95.133）
  - 男子跳馬：53位（16.333）
  - 男子鉄棒：36位（17.600）
  - 男子平行棒：50位（16.467）
  - 男子徒手：85位（14.733）
- 松延博（東京高師）
  - 男子あん馬：68位（15.067）
  - 男子つり輪：83位（14.100）
  - 男子個人総合：79位（90.067）
  - 男子跳馬：89位（14.267）
  - 男子鉄棒：73位（15.534）
  - 男子平行棒：73位（14.833）
  - 男子徒手：56位（16.266）
- 曽根道貫（日体出）
  - 男子あん馬：59位（15.967）
  - 男子つり輪：41位（16.700）
  - 男子個人総合：73位（92.299）
  - 男子跳馬：59位（15.966）
  - 男子鉄棒：89位（13.300）
  - 男子平行棒：90位（13.133）
  - 男子徒手：30位（17.233）
- 武田義孝（日体出）
  - 男子あん馬：67位（15.200）
  - 男子つり輪：67位（17.733）
  - 男子個人総合：43位（100.466）
  - 男子跳馬：31位（17.200）
  - 男子鉄棒：33位（17.733）
  - 男子平行棒：24位（17.677）
  - 男子徒手：42位（16.966）
- 野坂浩（慶大）
  - 男子あん馬：42位（17.100）
  - 男子つり輪：72位（15.133）
  - 男子個人総合：68位（93.798）
  - 男子跳馬：96位（13.533）
  - 男子鉄棒：76位（15.266）
  - 男子平行棒：25位（17.533）
  - 男子徒手：77位（15.233）
- 有本彦六（日体出）
  - 男子あん馬：51位（16.434）
  - 男子つり輪：51位（16.400）
  - 男子個人総合：54位（96.432）
  - 男子跳馬：47位（16.633）
  - 男子鉄棒：71位（15.666）
  - 男子平行棒：78位（14.133）
  - 男子徒手：35位（17.166）
- 有本彦六・角田不二夫・曽根道貫・武田義孝・遠山喜一郎・野坂浩・松延博・三宅芳夫
  - 男子団体総合：9位（570.827）

## サッカー
役員：鈴木重義、工藤孝一、小野卓爾、竹腰重丸
- 右近徳太郎（慶大）・種田孝一（東大）・加茂健（早大）・加茂正五（早大）・川本泰三（早大）・金容植（京城普成）・笹野積次（早大）・佐野理平（早大）・鈴木保男（早大）・高橋豊二（東大）・竹内悌三（東大出）・立原元夫（早大）・西邑昌一（早大）・不破整（早大）・堀江忠男（早大）・松永行（東京高師）
  - 男子：8位（準々決勝敗退）

## バスケットボール
役員
浅野延秋、三橋誠、高橋太郎、竹崎道雄
- 鹿子木健日子（東大）・田中秀次郎（東大出）・張利鎮（延禧専門）・中江孝男（東大）・前田昌保（立大出）・松井聰（京大）・宗像卯一（早大）・横山堅七（早大）・吉井精三郎（東京高師）・李性求（延禧専門）・廉殷鉉（延禧専門）
  - 男子：9位～14位のグループに入る

## ホッケー
役員：加藤真一、石川周策、宇佐美敏夫
- 伊藤赳夫（東商大）・伊藤通弘（慶大）・上野安夫（慶大）・大津敏雄（明大出）・菊地信（東商大出）・倉内大次（東商大）・酒井義雄（明大出）・杉山益男（早大出）・武知治（東商大）・田中昇（東商大）・浜田駿吉（慶大出）・村岡敏（明大）・柳武彦（慶大）・脇坂貞夫（東商大出）
  - 男子：予選リーグ敗退

## レスリング
役員：山本千春、八田一朗
- 吉岡秀市（明大）
  - グレコローマン・フェザー級：3回戦敗退
- 水谷光三（明大）
  - フリースタイル・フェザー級：6位
- 増富省一（早大）
  - フリースタイル・ウエルター級：2回戦敗退
- 丹波幸次郎（早大出）
  - フリースタイル・バンタム級：2回戦敗退
- 風間栄一（早大）
  - フリースタイル・ライト級：5位

## ボクシング
役員：鹿毛善光、坂口信夫
- 永松英吉（明大）
  - ライト級：2回戦敗退
- 宮間佐治郎（三重）
  - フェザー級：1回戦敗退
- 橋岡俊平（法大出）
  - バンタム級：準々決勝敗退
- 中野千代人（専大）
  - フライ級：2回戦敗退
- 李奎煥（京城中東）
  - ウエルター級：1回戦敗退

## ヨット
役員：吉本祐一、小沢吉太郎
- 藤村紀雄（早大出）
  - オリンピックヨレ：22位（55.00）
- 財部實（慶大出）・三井卓雄（九大出）・小澤吉太郎（出場せず）・龍野一彦（九大、出場せず）
  - スター級：11位（記録調査中）
- 吉本善太（同大出）
  - 出場せず

## ボート
役員：東俊郎、中原乾二、高木公三郎、久保勘三郎、瀬田修平、千葉五郎、高島勇
- 安部収（早大）・満留勉（早大）・手島太郎（早大、かじ）
  - かじ付きペア：敗者復活戦敗退（9分06秒3）
- 遠藤与一（早大）・白坂力（早大）・畠山孝（早大）・山田太一（早大）・手島太郎（かじ）
  - かじ付きフォア：敗者復活戦敗退（8分14秒40）
- 柏原勝（東大）・北村修（東大）・鈴木善照（東大出）・関川主水（東大）・中川春好（東大）・根岸正（東大）・堀武男（東大）・三田勇（東大）・霜島正（東大、かじ）・八木進（東大出、出場せず）・米谷利治（東大出、出場せず）
  - エイト：敗者復活戦敗退（6分42秒03）

## 馬術
役員：遊佐幸平、浅本俊一
個人
西竹一（騎兵大尉、馬名：アスコット）総合馬術：12位
西竹一（騎兵大尉、馬名：ウラヌス）障害飛越：20位
岩橋学（騎兵中尉、馬名：ファレーズ）障害飛越：14位
稲波弘次（騎兵馬名：朝富士）障害飛越：35位
稲波弘次（騎兵中尉、馬名：ギャロッピングゴースト）総合馬術：失権
松井麻之助（騎兵大尉、馬名：紫星）総合馬術：失権
大瀧清太郎（騎兵大尉）障害飛越：出場せず
障害飛越団体：6位
西竹一（馬名：ウラヌス）岩橋学（馬名：ファレーズ）稲波弘次

## 芸術競技
出展68名、84作品：絵画（日本画、洋画、版画）63点、彫刻11点（工芸2点含む）建築5点、音楽5点
- 藤田隆治　絵画：銅メダル
- 鈴木朱雀　水彩：銅メダル
- 長谷川義起　彫刻：選外佳作
- 江文也　音楽：選外佳作

## 本部
- 選手団団長：平沼亮三
- 本部役員：田畑政治
- 本部役員：香山蕃
- 本部役員：李相佰
- 本部役員：浅野均一
- 本部役員：宮木昌常
- 本部役員：小山勝次
- 本部役員：石田真七
- 本部役員：清水康男
- 本部役員：松本滝蔵
- 本部役員：麻生武治
- 本部役員：白山源三郎
- 本部役員：鶴岡英吉
- 本部役員：平沼五郎
- 本部役員：坂入虎四郎

ほかに嘉納治五郎（IOC委員）を含む。

## 出来事
選手団の移動は、主に陸路が選択された。東京から下関まで丸1日、そこから船で6時間かけて釜山に入り、満州里まで50時間、シベリア鉄道に乗り換えてモスクワまで7日、ワルシャワ経由でベルリン＝フリードリヒ通り駅まで3日を要した。ベルリンに着くと、軍服姿の選手村の村長が日本陸軍式の敬礼で出迎え、選手団を驚かせたという。選手らは移動中、途中停車駅でトレーニングを行った。
選手村は空軍将校宿舎であったが、当初日本に割り当てられたのは一段設備の落ちる下士官用の宿舎であった。他国を優先し、ドイツの友好国である日本に遠慮してもらうという意図であったが、選手団役員の田畑政治の直談判により将校宿舎に入舎することができた。
ベルリンの街では「ハイル・ヒトラー」が挨拶代わりに交わされていた。これを見ていた若い選手の間では「ハイル・ヒトラー」が流行語となった。オリンピックが終了すると、開催国ドイツの外国人選手への態度が急に冷たくなり、日本選手団への対応も同様であった。日本の水泳チームはオリンピックの後ロンドンへ行く予定でエールフランス機を予約していたが、ドイツの軍人が割り込んできて搭乗できなかった。ところがそのエールフランス機は墜落事故を起こし、乗客乗員は全員死亡してしまった。日本の水泳チームは、軍人の割り込みに命を救われることとなった。